# 保罗·史蒂文斯
保罗·史蒂文斯（英語：Paul Stevens，1889年10月16日—1949年3月17日），生于普莱西德湖，美国男子雪车运动员。他曾代表美国参加1932年冬季奥林匹克运动会雪车比赛，获得男子四人银牌。